# Incidente de Gulja
El incidente de Gulja (también conocida como la Masacre de Gulja) fue la culminación de las protestas de Gulja de 1997, una serie de manifestaciones en la ciudad de Gulja en la región autónoma de Sinkiang a principios de febrero de 1997.

## Antecedentes
Durante la década de 1980, la práctica de Meshrep se había vuelto cada vez más popular en Sinkiang entre los jóvenes uigures. La práctica cultural, que involucra música, danza y poesía, fue vista por el estado como una influencia positiva en la región. Sin embargo, hacia mediados de la década de 1990, las autoridades chinas comenzaron a ver el movimiento Meshrep como una amenaza. En 1996, Abduhelil Abdurahman, un destacado organizador de las reuniones de Meshrep, fue encarcelado y posteriormente golpeado hasta morir mientras estaba bajo custodia por las autoridades de Sinkiang. Los asistentes a Meshrep se convirtieron en el objetivo principal de la campaña "Strike Hard".

## Protestas
Las protestas fueron provocadas en parte por la noticia de la ejecución de 30 activistas independentistas uigures. Otra causa fue la detención de un grupo de mujeres que participaban en un Meshrep el 3 de febrero de 1997, así como la represión generalizada de los intentos de revivir elementos de la cultura tradicional uigur, incluidas las reuniones tradicionales conocidas como meshrep. El 5 de febrero de 1997, después de dos días de protestas durante las cuales los manifestantes marcharon gritando "Dios es grande" e "independencia para Sinkiang", fueron dispersados utilizando garrotes, cañones de agua y gases lacrimógenos, varios manifestantes murieron por los disparos del ejército chino. Los informes oficiales sitúan el número de muertos en 9, mientras que los informes disidentes estiman el número de muertos en más de 100 e incluso hasta 167.

## Consecuencias
Algunos de los uigures involucrados en este incidente huyeron de China a Afganistán y Pakistán, pero fueron detenidos por el ejército estadounidense y entregados al gobierno paquistaní durante la invasión estadounidense de Afganistán, y fueron encarcelados en el campo de detención de la Bahía de Guantánamo en Cuba. Durante el encarcelamiento, funcionarios chinos han visitado Guantánamo para participar en interrogatorios, y según el inspector general del Departamento de Justicia de EE. UU., Glenn Fine, funcionarios chinos e interrogadores militares de EE. UU. también presuntamente colaboraron en una violación de los derechos humanos denominada "Programa de viajero frecuente", que interrumpía su sueño cada 15 minutos.
Según fuentes disidentes, hasta 1600 personas fueron detenidas por pretender "dividir la patria", realizar actividades delictivas, actividades religiosas fundamentales y actividades contrarrevolucionarias tras la represión llevada a cabo en los años después del incidente en Sinkiang contra los uigures. Rebiya Kadeer, que presenció el incidente de Gulja, se convirtió en líder del Congreso Mundial Uigur.
El 5 de febrero de 2014, la Asociación Estadounidense Uigur organizó una manifestación frente a la Embajada de China en Washington D. C. para conmemorar el 17º aniversario de la Masacre de Gulja.
Después de la represión de 2017 en Sinkiang, un gran número de uigures liberados después de cumplir largas condenas debido a su participación en el incidente fueron posteriormente arrestados y condenados a largas condenas o enviados a los campos de internamiento de Sinkiang. Los testigos del incidente, así como familiares, amigos y asociados también han sido detenidos y encarcelados.